# Presbyterianische Kirche in Kamerun
Die Presbyterianische Kirche in Kamerun (englisch Presbyterian Church in Cameroon - PCC) ist eine eigenständige presbyterianisch ausgerichtete Kirche in Kamerun. Sie hat nach eigenen Angaben über eine Million Mitglieder.

## Geschichte
Seit Mitte des 19. Jahrhunderts übten englische Baptisten eine Missionstätigkeit in Kamerun aus. Nachdem in der Berliner Konferenz von 1884 Kamerun der Protektion des Deutschen Reiches zugesprochen wurde, kam man in einer Konferenz europäischer Missionsgesellschaften überein, dass die Basler Mission die Arbeit der englischen Baptisten übernehmen sollte. Während des Ersten Weltkrieges fiel Kamerun in britische Hand. Die deutschen und schweizerischen Missionare wurden zurückgerufen, einige kehrten aber ab 1925 zurück und wirkten zunächst nur im britisch kontrollierten Teil Kameruns. Nachdem die Ereignisse des Zweiten Weltkrieges offenbar machten, dass die Kirche nicht von außen geführt werden konnte, machte sie sich Jahre 1957 unabhängig. Sie gab sich eine eigene Verfassung in Bezug auf ihre Grundprinzipien der Organisation und des Gottesdienstes. Die Zahl der Gemeindeglieder lag damals bei etwa 59.000. Die freundschaftlichen Beziehungen zur Basler Mission wurden fortgesetzt.

## Aktivitäten

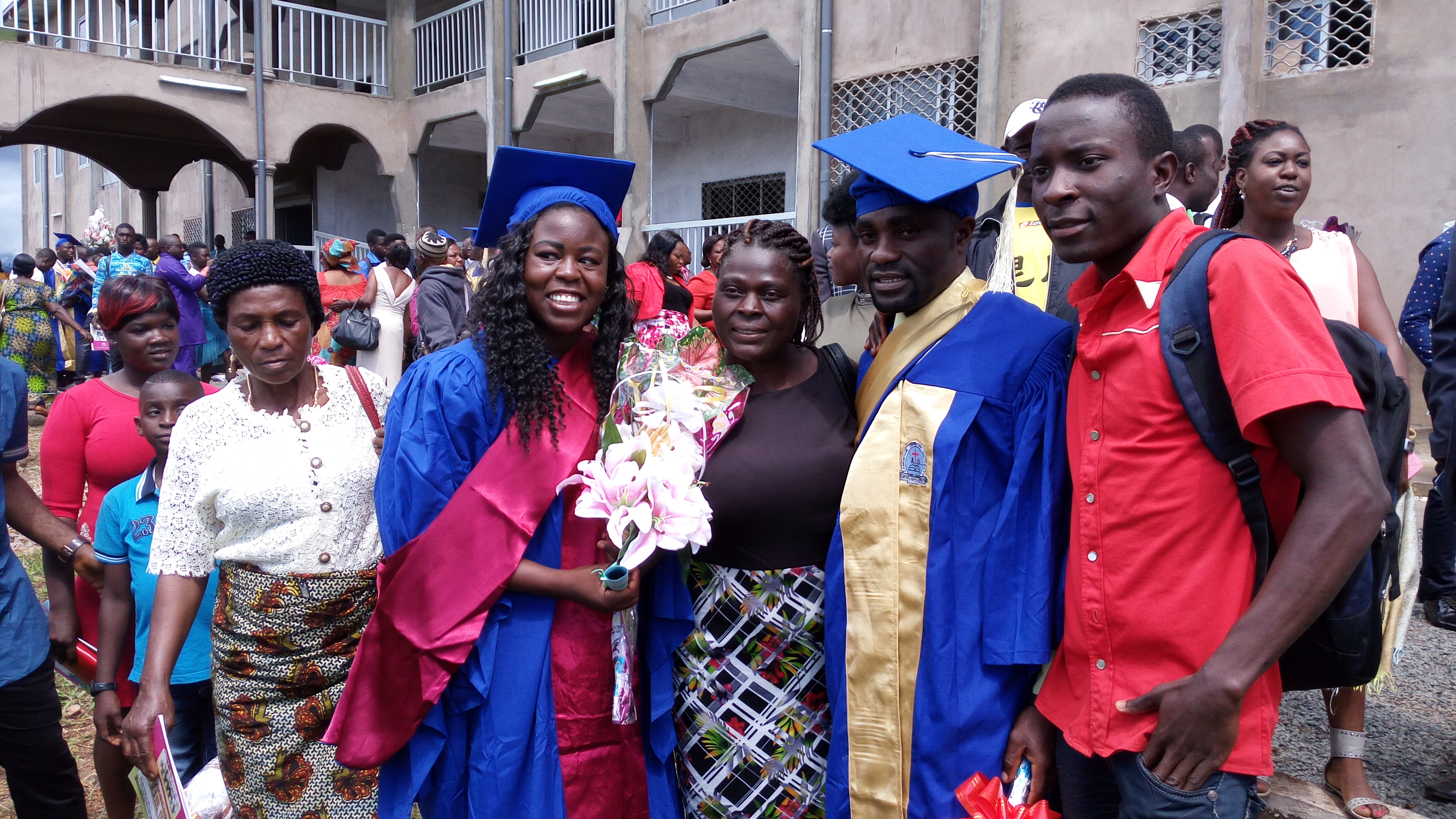
Cameroon Christian University (CCU)

Der Schwerpunkt der Tätigkeit der PCC liegt auf der Evangelisation. Daneben engagiert sich die Kirche aber auch karitativ und im Bildungswesen. Die PCC unterhält drei Krankenhäuser, 18 Gesundheitszentren und eine Reha-Klinik für Leprakranke. Auf dem Bildungssektor engagiert sich die Kirche mit 122 eigenen Grundschulen, 14 höheren Schulen und einem Kollegium zur Lehrerausbildung. Die Ausbildung der Pastoren findet im theologischen Seminar von Kumba statt, einige werden auch außerhalb Kameruns ausgebildet. Gegenwärtig ist es geplant, im Jahre 2010 eine kircheneigene Universität zu errichten. Es existiert eine kircheneigene Radiostation, der Christian Broadcasting Service in Buea.

## Ökumene
Die PCC ist Mitglied in verschiedenen internationalen reformierten und ökumenischen Organisationen, darunter:
- Rat Protestantischer Kirchen in Kamerun (CEPCA)
- All Africa Conference of Churches (AACC)
- Weltgemeinschaft Reformierter Kirchen